# Eocuma kempi
Eocuma kempi är en kräftdjursart som beskrevs av Kurian 1954. Eocuma kempi ingår i släktet Eocuma och familjen Bodotriidae. Inga underarter finns listade i Catalogue of Life.